# Casar de Cáceres
Casar de Cáceres (extremadurai nyelven Casal de Caçris) település Spanyolországban, Cáceres tartományban. Casar de Cáceres Cáceres, Arroyo de la Luz, Navas del Madroño, Garrovillas de Alconétar és Malpartida de Cáceres községekkel határos. Lakosainak száma 4477 fő (2024).

## Népesség
A település népessége az elmúlt években az alábbi módon változott:
| Lakosok száma | 4738 | 4718 | 4848 | 4879 | 4846 | 4703 | 4604 | 4469 | 4516 | 4477 |
|               | 2001 | 2004 | 2006 | 2009 | 2011 | 2014 | 2016 | 2019 | 2021 | 2024 |